# Філіпінник північний
Філіпі́нник північний (Rhabdornis grandis) — вид горобцеподібних птахів родини шпакових (Sturnidae). Ендемік Філіппін. Раніше вважався підвидом південного філіпінника.

## Опис
Північний філіпінник — птах середнього розміру з довгим дзьобом, білим горлом і животом, коричневою спиною, рудими крилами і хвостом, чорною "маскою" на обличчі, білими "бровами", сірим тіменем і коричневими боками, поцяткованими білими смужками.

## Поширення і екологія
Північні філіпінники є ендеміками тропічних лісів острова Лусон.